# الوتگما ماهاکامبورگامدا
۴
الوتگما ماهاکامبورگامدا (به لاتین: Alutgama Mahakumburegammedda) یک منطقهٔ مسکونی در سری‌لانکا است که در استان مرکزی (سری‌لانکا) واقع شده‌است.